# Берестівка (Вінницький район)
Бере́стівка — село в Україні, у Липовецькій міській громаді Вінницького району Вінницької області. Населення становить 445 осіб.

## Назва
7 червня 1946 року село Феліксівка Липовецького району отримало назву «Берестівка» і Феліксівську сільську Раду названо Берестівською.

## Історія
12 червня 2020 року, розпорядження Кабінету Міністрів України № 707-р «Про визначення адміністративних центрів та затвердження територій територіальних громад Вінницької області», увійшло в Липовецьку міську громаду.
19 липня 2020 року, в результаті адміністративно-територіальної реформи та ліквідації Липовецького району, село увійшло до складу Вінницького району.

## Населення

### Мова
Розподіл населення за рідною мовою за даними перепису 2001 року:
| Мова       | Кількість | Відсоток |
| ---------- | --------- | -------- |
| українська | 434       | 97.53%   |
| російська  | 7         | 1.57%    |
| болгарська | 2         | 0.45%    |
| білоруська | 1         | 0.23%    |
| румунська  | 1         | 0.22%    |
| Усього     | 445       | 100%     |

## Відомі люди
В селі народились:
- Герой Радянського Союзу капітан Козаченко Олексій Костянтинович
- Сінкевич Борис Якович — український журналіст